# Kopaninka
Kopaninka je rozhledna v obci Repechy na Drahanské vrchovině na Prostějovsku v Olomouckém kraji. Je vyrobená ze smrkových kmenů z Repešského žlebu s kovovým schodištěm. Základ rozhledny tvoří šest dvacetimetrových stojek.
Rozhledna není volně přístupná, klíče jsou k dispozici v nedalekém penzionu.
Stavba stála 2,9 milionu, Olomoucký kraj přispěl 1,25 milionu, ministerstvo pro místní rozvoj 590 tisíc a město Prostějov 50 tisíc. V době vzniku nebyla rozhledna zaplacena, spolek Repechy crew chce dluh splatit ze vstupného a prodeje 83 schodů (jeden za 10 tisíc), na kterých již jsou nerezové tabulky se jmény majitelů.

## Historie
O vznik rozhledny se zasloužil majitel místního penzionu Břetislav Usnul, projekt podporovala i česká cyklistka Lada Kozlíková.
Hlavní konstrukce (6 stojek) byla postavena v březnu 2018, otevření bylo plánováno na květen. Poté práce zdrželo počasí a později také nedostatek peněz. Po ránu bylo lešení ve dvanácti metrech ještě namrzlé a nedalo se po něm chodit. Na stavbě pracovaly čtyři specializované firmy, ale o dřívější práce (přípravu dřeva, škrabání či ošetřování) se postarali dobrovolníci.

Slavnostní otevření proběhlo 8. listopadu 2018, kdy rozhledně požehnal farář Zdeněk Fučík z Repech, skutečné otevření pro veřejnost pak 2. prosince 2018 v 11 hodin.

## Výhled
Z rozhledny je výhled na Hanou, za pěkného počasí je vidět i Králický Sněžník, Jeseníky, Beskydy, Javorníky, Hostýnské vrchy či dokonce Malá Fatra. Výhled je i na jadernou elektrárnu v Dukovanech.